# Digedags
Die Digedags waren von 1955 bis 1975 die Haupthelden der in der DDR erschienenen Comiczeitschrift Mosaik. Die drei Kobolde Dig, Dag und Digedag erlebten in mehreren großen Serien Abenteuer in Raum und Zeit. Dabei vermittelten sie historisches, geografisches sowie naturwissenschaftlich-technisches Wissen. Der Schöpfer dieser Comicreihe war der Zeichner Hannes Hegen (1925–2014). Die Hefte wurden in einem vielköpfigen Künstlerkollektiv gestaltet, in dem seit 1957 der Texter Lothar Dräger eine wesentliche Rolle spielte.

## Entwicklung

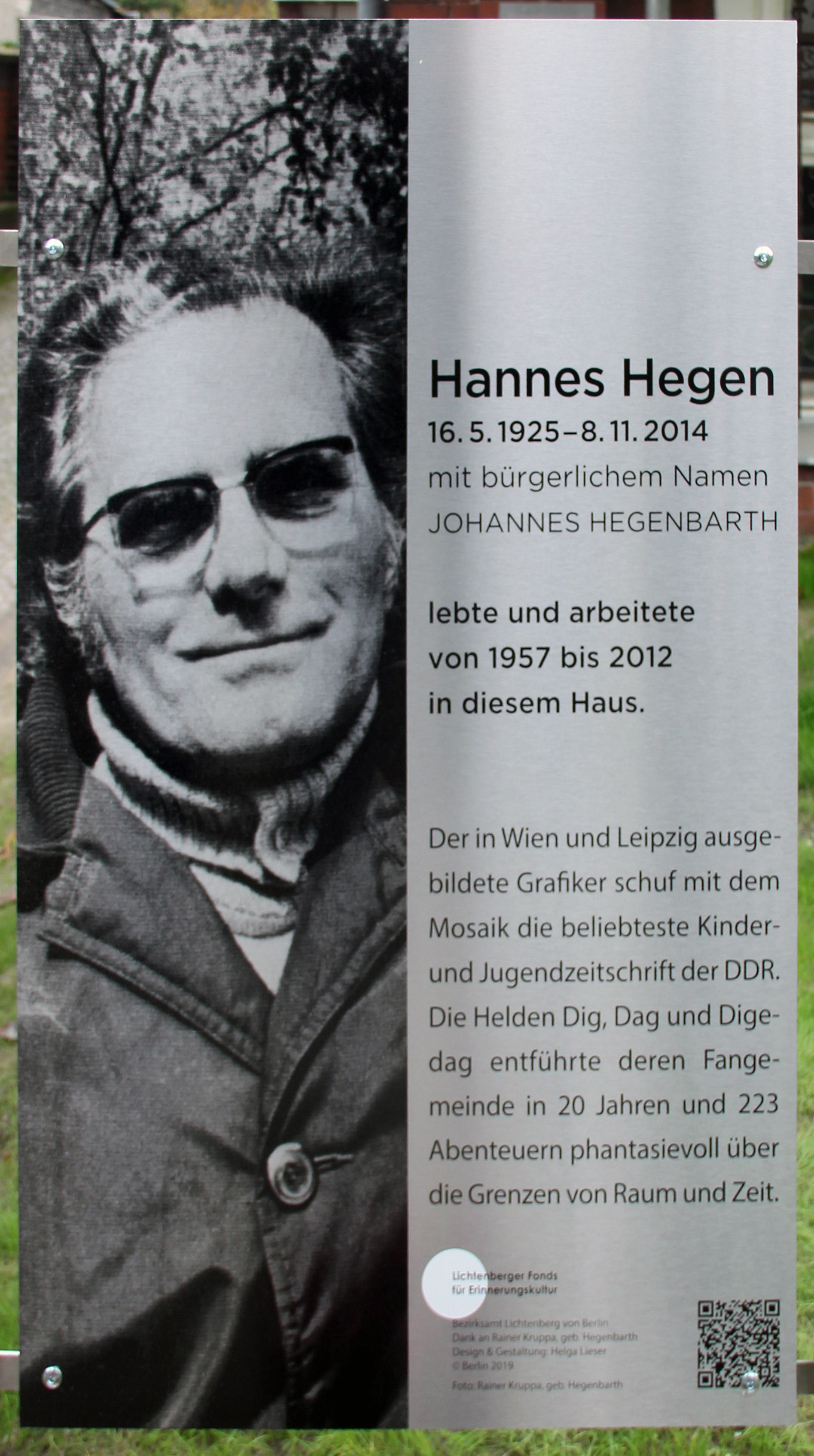
Gedenktafel für Hannes Hegen in Berlin-Karlshorst

Die ersten Mosaik-Hefte waren Comics mit Sprechblasen. Später ging man dazu über, Textbalken unter die Bilder zu setzen, was dem Comic Prosacharakter gab. Im Grunde beinhaltete das Mosaik seitdem keine Comics mehr, sondern Bildergeschichten. Zurück ging diese Entwicklung insbesondere auf die Zeichner der Hefte und allen voran auf den künstlerischen Leiter Hannes Hegen. Man wollte nicht, dass durch die Sprechblasen die Bilder verdeckt werden. In der letzten, im Orient spielenden Serie kehrte man wieder zu den Sprechblasen zurück, allerdings waren diese nicht mehr abgerundet. Sie standen eckig außerhalb des Bildes, quasi anstelle der wegfallenden Textbalken. Mithin war ungeachtet der Sprechblasen das Bild fast ohne Abdeckung – bis auf eine dünne Verbindung zwischen der Figur und ihrem Text.
Die Hefte erschienen zunächst vierteljährlich, umfassten 32 Seiten und kosteten 95 Pfennige, ab 1957 erschienen die Hefte monatlich mit 24 Seiten zum Preis von 60 Pfennigen. Bis 1960 erschien die Zeitschrift im Verlag Neues Leben, danach wurde sie an den Verlag Junge Welt abgegeben. Hegen kündigte im November 1973 seinen Vertrag mit dem Verlag zum 1. Juli 1975 (Heft 223), wobei ein neuer Vertrag unter der Bedingung möglich gewesen wäre, dass er nur noch sechs Hefte pro Jahr mit 32 Seiten liefern müsste. Der Verlag ging auf dieses Angebot nicht ein, da er einerseits auf den vollen hohen Gewinn, den das Mosaik monatlich erwirtschaftete, zur Quersubventionierung der meisten anderen, sehr verlustreichen Kinder- und Jugendzeitschriften angewiesen war, und andererseits die mit der Mosaik-Produktion beschäftigten Angestellten auch entsprechend auslasten musste. Da die Urheberrechte an den Figuren der Digedags bei Hannes Hegen lagen, musste die Digedag-Serie mit dem Heft 223 eingestellt werden. Während der Arbeit an den letzten Heften der Amerika-Serie und den ersten Heften des Orient-Zyklus wurde parallel ab 1974 zunächst von Lothar Dräger und Wolfgang Altenburger, ab Anfang 1975 dann unter Hinzuziehung des Mosaik-Kollektivs, die neue Abrafaxe-Serie vorbereitet, deren Figuren im Januarheft 1976 die Digedags ablösten. Davor erschienen im zweiten Halbjahr 1975, ermöglicht durch eine lizenzrechtliche Vereinbarung zwischen Hegen und dem Verlag, noch einmal als Nachdruck die Hefte 90 bis 95 in fortgesetzter Nummerierung. Dieser Nachdruck diente unter anderem dem Test des neuen drucktechnischen Verfahrens, bei dem von einer Bogenoffsetmaschine auf eine Rollenoffsetmaschine umgestellt wurde. Aufgrund dieser Umstellung hatten die Abrafaxe-Hefte nur noch einen Umfang von 20 statt bisher 24 Seiten.
In den frühen 1990er Jahren begann der Buchverlag Junge Welt, in Lizenz die Mosaik-Hefte 1 bis 223, von denen die Ausgaben der ersten Jahrgänge unter Sammlern mittlerweile zu hohen Preisen gehandelt werden und kaum noch auf dem Sammlermarkt erhältlich sind, als auflagenlimitierte Reprint-Kassetten nachzudrucken. Hegenbarth, der als Rechteinhaber sowie auch als Künstler mit der Gestaltung der Mappen beteiligt war, stellte hierzu die originalen Filme zum Druck zur Verfügung. Parallel wurde die komplette Digedags-Serie in verschiedenen Formaten, hauptsächlich aber in Form von Hardcover-Sammelbänden, teilweise bearbeitet, aber ebenso mittels der originalen Druckfilme, wiederveröffentlicht. Hierbei knüpfte man an eine Tradition an, die bereits mit der Buchveröffentlichung der Runkel- und Amerika-Serien in den 1960er und 1970er Jahren begonnen hatte.
Einzelne Hefte der Weltraum-Serie wurden Ende der 1990er in einem vergrößerten Format herausgebracht. Seit der vollständigen Integration des Buchverlages Junge Welt in den Tessloff Verlag zu Beginn des Jahres 2006 werden die Sammelbände und Reprintmappen von diesem herausgegeben. Seit 2007 ist nunmehr die gesamte Digedags-Serie in Buchform erhältlich, wobei die Erfinder- und Weltraum-Serie nun vollends getrennt wurden (in den Heften wurde immer abwechselnd über beide Serien erzählt). Zudem gibt es seit 1990 eine hohe Anzahl an Merchandising-Artikeln in Form von Figuren, Brotdosen über Mal- und Bastelbücher, Kalender, Postkarten bis Briefmarken, Kleidung und Geschirr mit den Motiven der Digedags.
Mittlerweile werden ältere Originalhefte, insbesondere die der Ritter-Runkelserie vorhergehenden Exemplare ab Nr. 89 abwärts und die sich in guten bis sehr guten Erhaltungszuständen befinden, zu teils extrem hohen Sammlerpreisen gehandelt. So erzielte eines der schätzungsweise nur noch 10 in diesem guten Zustand befindlichen Hefte der Nr. 1 von 1955 beim Online-Auktionshaus Ebay im Jahre 2012 den Enderlös in Höhe von 6605 EUR.
Eine ständige Ausstellung zu den Digedags zeigte von 2017 bis 2021 das Zeitgeschichtliche Forum Leipzig.

## Heftserien
Nummer 1–12

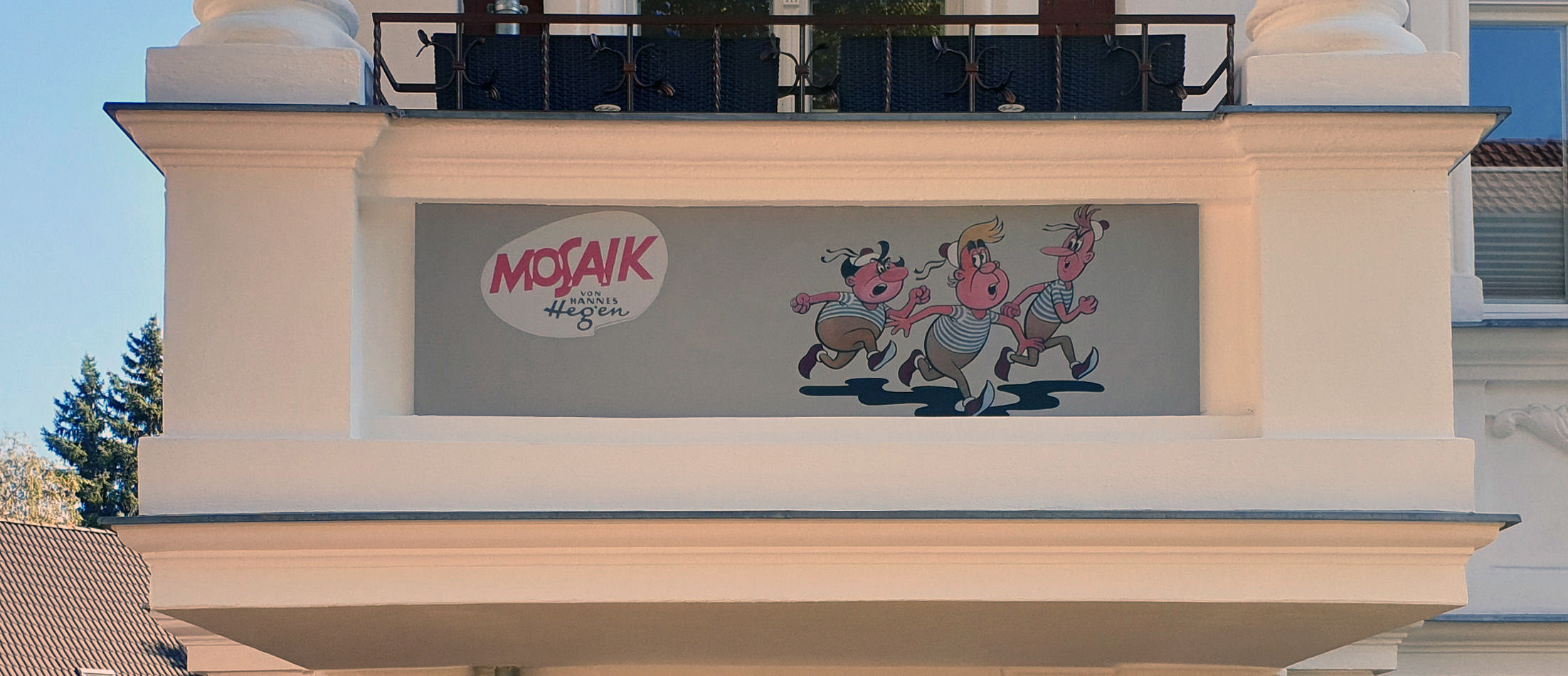
Digedags am Haus Waldowallee 15, in Berlin-Karlshorst

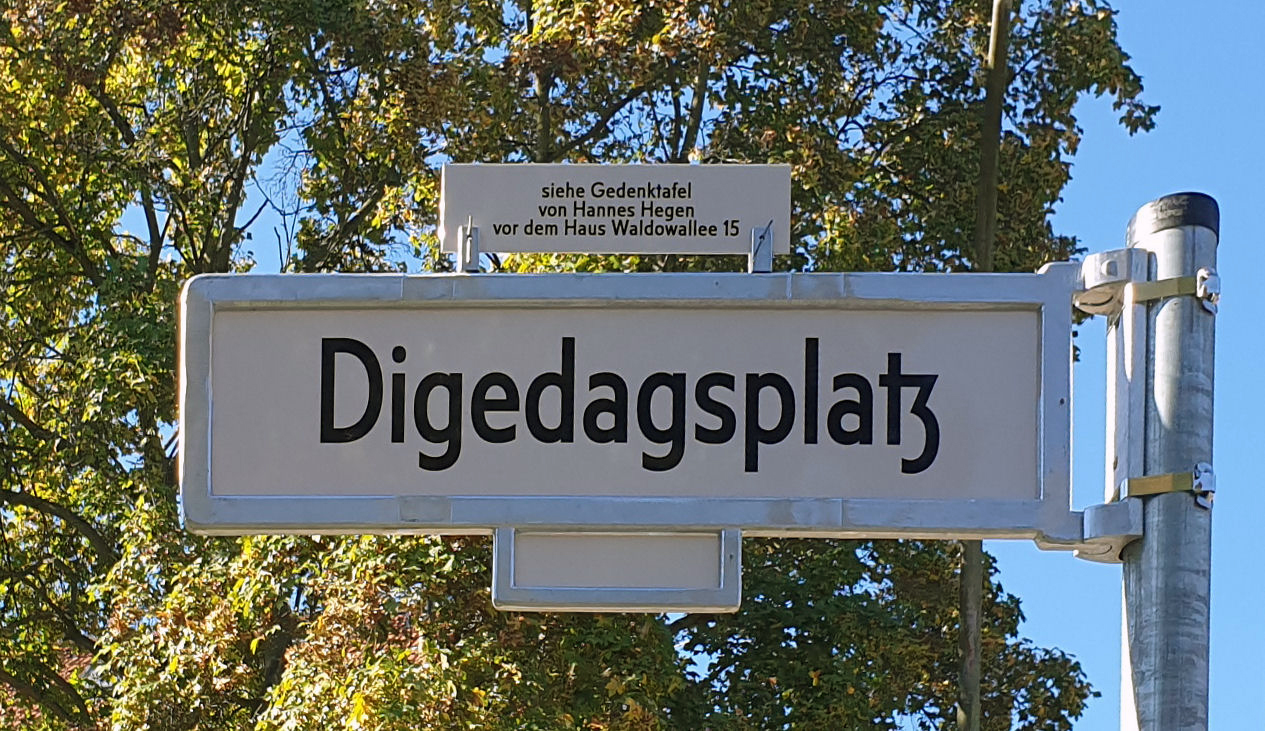
Digedagsplatz in Berlin-Karlshorst

bilden noch keine eigenständige Serie, bauen aber handlungsmäßig aufeinander auf. Nach einem märchenhaften Auftakt im Orient, einer Schiffsreise und Auseinandersetzungen mit Piraten stranden die Digedags auf einer Südseeinsel. Dort bauen sie nach diversen Abenteuern einen Zirkus auf und begeben sich auf Welttournee. Nicht zur fortlaufenden Handlung gehören die Hefte 3 und 5, in denen Tiere die Protagonisten sind.
Nummer 13–24
umfassen die Römer-Serie. Die Handlung setzt an der Stelle ein, wo Heft 12 endete und setzt die Handlung um den neu gegründeten „Circus Digedag“ fort. Durch einen Wirbelsturm werden die Digedags mit ihrem Schiff ins antike Rom versetzt, wo sie als Zirkusbetreiber Karriere machen. Selbst der Kaiser ist von ihnen begeistert. Damit erwecken sie den Neid der alten Favoriten des Caesaren. Diese verschwören sich und schicken Truppen nach Rom. Der Angriff kann dank der Digedags abgewehrt werden. Weil das Volk die Digedags gerechterweise als Sieger feiert, fallen sie nun auch beim missgünstigen Kaiser in Ungnade und werden in die Fremdenlegion gesteckt. Mit ihren Streichen gelingt es ihnen, dort ein solches Wirrwarr anzurichten, dass die Legion zerfällt und die Soldaten in ihre Heimat flüchten. Als die Digedags nun erfahren, dass der Kaiser inzwischen beschlossen hat, ihre Zirkustiere mit Gladiatoren in die Arena zu schicken, trennt sich Digedag von seinen Gefährten, um in Rom alles in Ordnung zu bringen. Unterdessen flüchten Dig und Dag mit ihrem neuen Freund, dem germanischen Koch Teutobold, nach Malta. Dort lernen sie den Wissenschaftler Sinus Tangentus kennen. Gemeinsam gelingt es ihnen, den Bau eines Kriegshafens auf Malta zu verhindern. Nach dem Sieg über eine römische Flotte entdeckt man am Himmel einen Meteoriten, der nach der Einschätzung von Sinus Tangentus in der Sahara niedergehen muss. Er beschließt, diesen zu suchen, und die Digedags schließen sich ihm an.
Nummer 25–44
umfassen den ersten Teil der sogenannten Weltraum- oder Neos-Serie, die direkt an die Römerserie anknüpft. Der vermeintliche Meteorit entpuppt sich als Raumschiff vom Planeten Neos, das Dig, Dag und Sinus Tangentus ins All entführt. Auf dem Neos geraten sie in den Konflikt zwischen den zwei Staaten dieses Planeten, der Republikanischen Union und dem Großneonischen Reich, die den Gegensatz von Sozialismus und Kapitalismus versinnbildlichen. Später begleiten die Digedags den Raumschiffkapitän Bhur Yham auf einer Weltraumexpedition.
Nummer 51, 52, 56, 57, 61, 62, 66, 67, 72 und 73
bilden den zweiten Teil der Weltraum-Serie und erzählen anhand von Zwischenlandungen auf verschiedenen Planeten die Evolutionsgeschichte des Lebens auf der Erde. Parallel zum zweiten Teil der Weltraum-Serie umfassen …
Nummer 45–50, 53–55, 58–60, 63–65 und 68–71
den ersten Teil der Erfinder-Serie, in dem die Entwicklung der Dampfmaschine von der Antike bis zu James Watt erzählt wird.
Nummer 74–89
umfassen den zweiten Teil der Erfinder-Serie. Darin begleiten die Digedags bedeutende Erfinder des 19. Jahrhunderts, wie Werner von Siemens und Wilhelm Bauer.
Nummer 90–151
umfassen die Ritter Runkel-Serie. Sie spielen im Jahr 1284. Dig und Dag begleiten den tollpatschigen Ritter Runkel auf der Suche nach einem Schatz, den sein Vater einst in Kleinasien zurücklassen musste. Gegen Ende der Serie, in Heft 141, taucht Digedag, der seine Gefährten während der Römer-Serie verlassen hatte, wieder auf. Er ist im Kaiserreich China in eine hohe Beamtenposition aufgestiegen.
Nummer 152–211
ab August 1969 umfassen die Amerika-Serie. Sie spielen in den Jahren 1860/61. Die Digedags sind in New Orleans als Zeitungsreporter tätig. Eine Reihe von Verwicklungen führt sie in die Rocky Mountains, wo sie zusammen mit einigen Widersachern eine Goldmine suchen. Diese entpuppt sich jedoch nur als ein Racheplan eines früher betrogenen Goldsuchers an einem nunmehr reichen Reeder der Südstaaten. Sie können jedoch massive alte Goldfiguren der Azteken finden und an einen wohlhabenden Geschäftsmann veräußern. Den hohen Erlös spenden sie als Mithilfe zur Befreiung der schwarzen Sklaven.
Nummer 212–223
umfassen die Orient-Serie. Im Jahr 1835 helfen die Digedags der ägyptischen Prinzessin Fatima, die in Istanbul gefangen gehalten wird, zur Flucht in ihre Heimat.
Nummer 224–229
umfassen erneut die ersten Folgen der Ritter Runkel-Serie.
Schwarze Serie
Als sogenannte Schwarze Serie bezeichnet man mehrere Hefte der Amerika-Serie aus Überhangbeständen für fremdsprachige Ausgaben. Um die bis auf den Text gedruckten fertigen Druckbogen noch nutzen zu können, wurde zeitversetzt eine kleine weitere Auflage gedruckt. Um die Kosten dafür so gering wie möglich zu halten, verzichtete man auf die farbigen Initiale und den magentafarbenen Schriftzug „Mosaik“ und druckte diese ebenfalls in Schwarz. Die Hefte gibt es somit in zwei Ausführungen. Bekannt sind die Hefte der Amerika-Serie 176 bis 183 und 185 bis 187. Darüber hinaus wurde der sonst weiße Mosaik-Schriftzug, auf allen für den Export gedruckten Heften der Nummer 105, auch den deutschsprachigen, ebenfalls in Schwarz gedruckt.

## Titelliste

### Hefte 1–89 (Südsee-, Römer-, Weltraum- und Erfinder-Serie)
1. Auf der Jagd nach dem Golde
2. Bei Windstärke 12
3. Die Bimmel-Bummelbahn
4. Im Kampf gegen Piraten
5. Wer wagt – gewinnt
6. Der überlistete Krake
7. Die große Explosion
8. Die rasende Seemühle
9. Das Urteil des Singongo
10. Der Kampf um den Korsarenschatz
11. Der Aufruhr im Dschungel
12. Die Zirkuspremiere
13. Im Wirbel des Tornados
14. Der Anschlag auf den Zirkus
15. Die Ballade vom armen Strupp
16. Das verhängnisvolle Gastmahl
17. Die Verschwörung
18. Der Angriff aus der Luft
19. Die Siegesfeier
20. In der Fremdenlegion
21. Der Überfall im Theater
22. Das Geheimnis des Leuchtturms
23. Die Reise nach Syrakus
24. Der Aufstand der Fischer
25. Die Entführung ins All
26. Notlandung auf dem Mars
27. Die neue Sonne
28. Alarm in der Raumstation
29. Auf dem Neos verschollen
30. Der Staudamm am schwarzen Fluss
31. Unternehmen Garnele
32. Der Blitz als Entdecker
33. Digedanium – Metall vom Meeresgrund
34. Geheimsache Digedanium
35. Die große Flugschau
36. Harte Schule
37. Maschine CB-5 auf Prüfstand
38. Maschine CB-5 in Gefahr
39. Ein rätselhafter Fund
40. Tatort Papageienstraße 12
41. Das Geheimlabor im Stollen 5
42. Erdölpiraten
43. Elefant gesucht
44. Geheimakte KF 3 verschwunden
45. Ziolkowski weist den Weg
46. Erfindungen nicht gefragt
47. Keine Sklaven für den König
48. Der Silberschatz in der Bärenhöhle
49. Silbergrube „Letzte Hoffnung“
50. Das letzte Fest
51. Im Zeichen des Wassermanns
52. Die Entdeckung des Algensees
53. Die Mission des Obristen von Ladestock
54. In des Harzes finstren Gründen
55. Der König sucht Erfinder
56. Schreibtisch Ahoi!
57. Schwein muss man haben
58. Die Angst vor dem Kometen
59. Der Streit um die Sonntagsperücke
60. Die letzte Fahrt des „King William“
61. Der Lurch mit der Brille
62. Im Lande der Saurier
63. Die Reise nach England
64. Glücksritter
65. Als Kuriere der Zarin
66. Die Tierstimmenjäger
67. Auf Affenfang im Gletschereis
68. Die Vier vom Sklavenschiff
69. Der Kanonenraub zu Glasgow
70. Der naschhafte Hund von Soho
71. Lord Groggy ist dagegen
72. Die verschlüsselte Botschaft
73. In grauer Vorzeit
74. Jeder einmal Vizekönig von Peru
75. Der Aufstand in den Anden
76. Pepperkorns Pagodenfest
77. Schmugglerjagd in Knistermeckelfingen
78. Der Golem ist wieder los
79. Krach im Hoftheater
80. Berliner Geschichten
81. Die gewonnene Wette
82. Der Kampf um die Badewanne
83. Der Fall Meinrath
84. Die findigen Reporter
85. Der schwarze Wal von Fehmarnsund
86. Der Eskimoklub
87. In Triest verschollen
88. Die Türken in Venedig
89. Der Schatz der Armada

### Hefte 90–151 (Runkel-Serie)
1. Das Turnier zu Venedig
2. Die schwimmende Burg
3. Karneval am Canale Grande
4. Der Stierkampf zu Genua
5. Feuerzauber auf hoher See
6. Als Gefangene der Pisaner
7. Kapitän Fiascos Niederlage
8. Der Sieger von Villamare
9. Auf dem Rübenstein
10. Das Geheimnis der Ruinenstadt
11. Digedag in Rom
12. Flucht in die Katakomben
13. Die Hochzeit mit dem Meer
14. Die Spur führt nach China
15. Tumult auf der Mirabella
16. Die Seeräuberburg
17. Der neunköpfige Drache
18. Die Befreiung der Prinzessin
19. Von Räubern verfolgt
20. Der Grenzstratege
21. Der Hammel vom Kastel Peripheria
22. Der Schönheitswettbewerb
23. Die Prinzen von Makkaronien
24. Das Wagenrennen
25. Das vergoldete Krokodil
26. Die Flucht der Suleika
27. Die Hofastrologen
28. Die Ankunft der Kaiserbraut
29. Hochzeitsvorbereitungen
30. Hochzeit mit Irene
31. In Hoffnungsloser Lage
32. Der Alte vom Berge
33. Unternehmen Göttertrank
34. Der Sturm auf die Insel
35. Das zerhackte Schiff
36. Der Pokal des Siegers
37. Flucht durch die Dardanellen
38. Landung in Kleinasien
39. Die letzten Tage von Neurübenstein
40. Das Gold der Rübensteiner
41. Die Schatzsuche
42. An den Ufern des Euphrat
43. Türkischer Honig für Basra
44. Die Nacht im Serail
45. Im Persischen Golf
46. Der Muezzin und die Perlenfischer
47. Die falschen Perlen
48. Das Wrack des Nearchos
49. Der Kampf um den Wüstenbrunnen
50. Schiffbruch vor Harmozia
51. Die goldene Rüstung
52. Der Gesandte aus Kambaluk
53. Der Unsichtbare
54. Der Gefangene im Wüstenschloss
55. Die Schenke im Paradiestal
56. Ritter Runkels Heimkehr
57. Hochzeit auf Burg Rübenstein
58. Drachenkampf und Bärenjagd
59. Ritter Runkel auf Abwegen
60. Die Rübensteiner Festspiele
61. Der Sturm auf die Kuckucksburg
62. Ritter Runkels große Stunde

### Hefte 152–211 (Amerika-Serie)
1. In Amerika – Karneval in New Orleans
2. Die große Herausforderung
3. Der Start zum Rennen
4. Die erste Etappe
5. Die Nacht auf der Sandbank
6. Ankunft in Baton Rouge
7. Die Pirateninsel
8. Der Junge mit dem Banjo
9. Bei den Mississippi-Piraten
10. Das Erbe des Goldsuchers
11. Das verschwundene Testament
12. Der Weg in die Freiheit
13. In Kansas City
14. Im Indianerlager
15. Das Fort am Bärenfluss
16. Flucht zu den Indianern
17. Am Fuß der Rocky Mountains
18. Der alte Goldsucher
19. Die Rache der Piraten
20. Die Jagd nach dem Truthahn
21. Die Sage von der gefiederten Schlange
22. Landung in Mexiko
23. Flucht in den Urwald
24. Der Zorn der Götter
25. Der Überfall auf den Prärie-Express
26. Goldrausch in New-Orleans
27. Gefährliche Geheimnisse
28. Unternehmen „Louisiana“
29. Aufruhr in Turtleville
30. Das Flatboot aus St. Louis
31. Zwischenfall im Palast-Hotel
32. Auf dem Missouri
33. Die Herrscherin der Lüfte
34. Das Rodeo von Buffalo Springs
35. Überraschungen am Biberfluss
36. Das große Glasperlengeschäft
37. Schwarzer Plan mit gelben Tupfen
38. Der Sieg mit den Dampforgel
39. Der Angriff auf die Insel
40. In der Mine gefangen
41. Das Opfer der Tolteken
42. Im Tal der Enttäuschung
43. Ankunft in Frisco
44. Der Pfandleiher von China-Town
45. Die Fahrt nach Panama
46. Schiffbruch am Capo Diabolo
47. Der stärkste Mann der Welt
48. Die Dschungelbahn
49. Schussfahrt zum Atlantik
50. Die seltsamen Flibustier
51. Die Affenplage von San Felipe
52. Die Kanonen der Bella Espagna
53. Auf Kaperfahrt
54. Das Bananenwunder
55. Das Schiff aus England
56. Das Waffenlager
57. Verlobung auf San Felipe
58. In den Sümpfen von Florida
59. Rückzug durch Feindesland
60. Wiedersehen mit Jenny

### Hefte 212–223 (Orient-Serie)
1. Das Kaffeehaus zur süßen Ruhe
2. Der ungetreue Schatzmeister
3. Der Sultan räumt auf
4. Große Pläne
5. Das vertauschte Kamel
6. Fliegende Teppiche über Istanbul
7. Im goldenen Käfig
8. In den Türmen des Schweigens
9. Die Spur der schönen Fatima
10. Alarm im Hafen
11. Der große Fang
12. Fatimas Heimkehr

### Hefte 224–229 (Wiederholungshefte)
Nachdrucke der Hefte 90 – 95 der Runkel-Serie.

### Spätere Veröffentlichung aus dem Nachlass (Fortsetzung der Erfinder-Serie)
1. Duell an der Newa[6]

## Personen und Tiere

### Dig, Dag und Digedag
Dig, Dag und Digedag sind durch ihr Äußeres sehr klar voneinander zu unterscheiden, charakterlich wirken sie aber im Vergleich zu den späteren Abrafaxe manchmal fast austauschbar. Dennoch entfalten sich einige Charakteristika:
- Dig ist von den Dreien am häufigsten abgebildet. Sein Körper, sein Kopf und seine Nase wirken kugelförmig, seine Haare sind schwarz. Die meisten der Digedag-Erfindungen stammen von ihm. Er wirkt rational und diszipliniert, wobei er ab und zu die Fress-Attacken seines schwarzhaarigen Nachfolgers Califax vorwegnimmt. Dig kann hypnotisieren.
- Dag ist blond, sein Kopf birnenförmig. Charakterlich ist er der unprofilierteste der Digedags. Eigenschaften wie Impulsivität, Hilfsbereitschaft und Sehstärke tauchen in einigen Episoden auf.
- Digedag ist erkennbar an den roten Haaren und dem länglichen Kopf. Für etwa zehn Jahre (1958 bis 1968) wird er aus der Serie genommen. In Heft 20 trennt er sich von Dig und Dag. In den Heften 99 bis 101 erfahren Dig und Dag aus einem Manuskript, wie es Digedag kurz nach seiner Trennung von ihnen erging. Schließlich ist er von Heft 141 an wieder mit Dig und Dag vereint. Nach seinem Wiederauftauchen blüht Digedag regelrecht auf. Er gibt den Ton an und sein Wagemut schlägt bisweilen in Leichtsinn um.

Gemeinsam ist den Digedags das Eintreten für Gerechtigkeit und ein Verbundensein mit den „kleinen Leuten“. Dass sich der Strich bei den Figuren im Laufe der Jahre verfeinerte, ist gerade bei den drei Hauptfiguren zu erkennen. Ab der Ritter-Runkel-Serie, vor allem aber ab der Amerika-Serie wirken sie geschwungener und jugendlicher.

### Südsee-Serie
- Arakulk, Häuptling eines Südseevolkes, auf dessen Insel die Digedags gestrandet sind.
- Babuk, egoistischer Matrose, der die Digedags zu Schiffsjungen ausbilden soll.
- Iffi und Fiep, Schiffsmäuse, die sich mit den Digedags anfreunden.
- Nero, treuer Löwe der Digedags, will anfänglich Digedag fressen, weil der ihn im Schlaf stört, wird aber nachdem Dig ihn hypnotisiert hat zu einem zahmen Haustier, begleitet die Digedags nach Rom.
- Salang und Bakuku, Eingeborene.

### Römer-Serie
- Alfio, Sohn eines maltesischen Fischers und Sklave des Fabrikanten Schamponius. Geliebter von Olivia.
- Cäsar Celsius, unfähiger, römischer Fantasiekaiser.
- Columbine, jodelnde Kuh der Digedags.
- Julius Gallus, Zirkusdirektor von Rom und einer der Gegenspieler der Digedags.
- Olivia, Tochter des Fabrikanten Schamponius und Braut von Alfio, dem sie nach Malta folgt.
- General Panopticus, unfähiger General der römischen Fremdenlegion, wird von seinen Untergebenen nur General Quasi genannt, weil er das Wort „quasi“ ständig im Munde führt.
- Sinus Tangentus, römischer Forscher und Wissenschaftler, begleitet die Digedags bis auf den Neos.
- Strupp, Anführer der römischen Straßenhunde.
- Teutobold, germanischer Koch und Freund der Digedags, flieht mit diesen aus der Fremdenlegion und begleitet sie bis nach Malta.
- Rostus Clamottus, römischer Schrotthändler.

### Weltraum-Serie
- Balduin Brummer, neonischer Tierstimmenjäger, nimmt an einer Weltraumexpedition teil.
- Herr Enterich, Assistent im Patentamt auf dem Neos.
- Mac Gips, Agent des großneonischen Reiches und einer der Gegenspieler der Digedags im Weltraum.
- Eusebius Knaller, neonischer Großwildjäger, nimmt an einer Weltraumexpedition teil.
- Dr. Knilch, neonischer Wissenschaftler, will nach Aufstachelung durch seine Frau, die Entdeckung des Digedanium für sich beanspruchen.
- Frau Knilch, ehrgeizige Gattin des Dr. Knilch, sie tut alles um die Digedags davon abzuhalten, dass sie den Machenschaften ihres Gatten auf die Schliche kommen.

- Dr. Meise, neonischer Psychiater, nimmt an einer Weltraumexpedition teil.
- Neunspäher, unfähiger Privatdetektiv.
- Quintilius Quick, neonischer Filmregisseur mit einem Hang zu Dramatik und alten Witzen.
- Prof. Schlick, neonischer Tiefseeforscher, Entdecker des Digedanium-Metalls aus Meeresschlamm
- Prof. Schluck, neonischer Tiefseeforscher.
- Dr. Schluck, neonischer Flugzeugkonstrukteur, Zwillingsbruder von Prof. Schluck, wird oft mit diesem verwechselt.
- Ehrenfried Stopfer, neonischer Tierpräparator, nimmt an einer Weltraumexpedition teil.
- Udo Swamp, neonischer Wissenschaftler, nimmt an einer Weltraumexpedition teil.
- Tonio Turbo, neonischer Testpilot.
- Herr Tuscher, neonischer Zeichner und Maler, nimmt an einer Weltraumexpedition teil.
- Peer Tyla, neonischer Raumschiffkommandant, spioniert für das großneonische Reich.
- Bhur Yham, neonischer Raumschiffkommandant.

### Erfinder-Serie
- Pjotr Alexejewitsch, Kurier der Zarin, die Digedags begleiten ihn durch Sibirien.
- Wilhelm Bauer, Erfinder des U-Bootes Brandtaucher.
- August Borsig, Berliner Lokomotivbauer.
- Otto von Guericke, Physiker und Erfinder, Bürgermeister von Magdeburg, reist mit den Digedags zum Kaiser Ferdinand III. nach Regensburg.
- Heron, Erfinder der Aeolipile (Heronsball).
- Ktesibios, Erfinder eines Pfeifenkessels.
- Kuno, ehemaliger Rottenmeister der Digedags, hintergeht diese ständig.
- Oberst Meinrath, unfähiger österreichischer Spion, Gegenspieler von Major von Treskow.
- Monopolos, schurkischer Klempner in Alexandrien, der anderen die Erfindungen stiehlt und als seine eigenen ausgibt.
- Thomas Newcomen, englischer Schmied und Erfinder einer Dampfmaschine.
- Denis Papin, Erfinder des Schnellkochtopfes.
- Mijnheer Pepperkorn, bankrotter Handelsmann in Rotterdam, der die Digedags nach Nürnberg begleitet.
- August Pickel, im Mosaik Erfinder der Pickelhaube.
- Thomas Savery, englischer Erfinder einer Dampfpumpe.
- Werner von Siemens, deutscher Erfinder, Elektroingenieur und Industrieller
- Major Eitel Egbert von Treskow, preußischer Offizier und Abwehrchef, Gegenspieler des Oberst Meinrath.
- James Watt, englischer Erfinder einer Dampfmaschine.
- Konstantin Ziolkowski, russischer Raumfahrtpionier.

### Runkel-Serie
- Adelaide von Möhrenfeld, Runkels Liebste, ihretwegen zieht der Ritter in den Orient.
- Ajas Seifin Behaeddin, Scheich von Ormuz, verbietet den privaten Besitz von Perlen.
- Aktivos Diplomatos, Gesandter des Kaisers von Byzanz, der eine Frau für den Kaiser von Byzanz suchen soll und sich für Suleika entscheidet.
- Alexios V. Murtzuphlos, Kaiser von Konstantinopel zur Zeit des Besuches von Digedag.
- Alexander der Große, makedonischer König und Eroberer, dessen goldene Prunkrüstung Runkels Schatzsuche erfolgreich beendet.
- Alter Möhrenfelder, Vater von Adelaide von Möhrenfeld und Freund von Kunibert von Rübenstein.
- Ambossos, Schmiedegeselle in Konstantinopel und Anhänger der „Blauen“.
- Andronikos II., der aufgeblasene Kaiser des Byzantinischen Reichs, mit dem Suleika zwangsverheiratet werden soll. Die Digedags und Runkel verhindern das und sollen dafür geköpft werden. Sie werden aber zum Dienst in der byzantinischen Armee „begnadigt“ und sabotieren erfolgreich die Strafexpedition gegen die freiheitsliebende Insel Pordoselene. Andronikos’ Darstellung im Mosaik ist recht klischeehaft und entspricht nicht der historischen Wahrheit.
- Anselmo, Abenteurer und zusammen mit Tebaldo Glücksritter in Konstantinopel.
- Arenus Rundus, Ritter Janos als von den Digedags erfundener angeblich bester Wagenlenker aus Makkaronien.
- Bakbak, Bekbek und Bukbuk, unfähige Alchimisten, begleiten die Digedags von Basra nach Ormuz.
- Balduin I. (Lateinisches Kaiserreich), Kaiser von Konstantinopel zur Zeit des Besuches von Digedag.
- Ben Fawzi, Wirt der „Schenke im Paradiestal“ und Kumpan des Serdars zur Ausplünderung ahnungsloser Wüstenreisenden.
- Cavaliere Carlo di Carotti, der Gegenspieler der Digedags und Ritter Runkels in Venedig.
- Cäsar, treuer Reithammel Digedags zur Völkerwanderungszeit beim Besuch Peripherias um das Jahr 519.
- Chor der Schmeichler, Hymnensänger am kaiserlichen Hofe zu Konstantinopel zur Verbreitung von guter Laune.
- Don Cavallo di Zosso, Lenker beim Wagenrennen in Konstantinopel mit Digedag, wurde von Hottos Kapottos unlauter in den Sand geschickt.
- Eisenbeiß, Knecht des Grafen Kuckucksberg.
- Eulalia und Euphrosine, Töchter des Bürgermeisters von Peripheria beim Schönheitswettbewerb zur Suche nach der Braut vom Kaiser von Konstantinopel.
- Flibusteri, Geschwadercommodore der Genuesen in Konstantinopel.
- General Barras, Mitglied des kaiserlichen Generalstabes in Konstantinopel.
- General Etappos, Mitglied des kaiserlichen Generalstabes in Konstantinopel.
- General Kapitulantes, Mitglied des kaiserlichen Generalstabes in Konstantinopel.
- General Katastropholos, Mitglied des kaiserlichen Generalstabes in Konstantinopel.
- General Kommissos, Bezwinger (unter maßgeblicher Hilfe Digedags) des Alten vom Berge, dem Oberhaupt der Assassinen.
- General Parados, Militär beim Kaiser Balduin I. in Konstantinopel.
- General Schikanos, Militär beim Kaiser Balduin I. in Konstantinopel.
- Graf Kuck von Kuckucksberg, Runkels Gegenspieler in Deutschland, Konkurrent um die Gunst von Adelaide von Möhrenfeld, später Raubritter.
- Graf Willibald, Urgroßvater des Kuckucksbergers und beim Würfelspielen vom Teufel geholt.
- Gregor II. von Zypern, Patriarch von Konstantinopel
- Hamid, Perlenfischer und Verbannungsgenosse der Digedags zum Ertauchen einer ganzen Bootsladung Austernperlen für den Scheich von Ormuz.
- Hassan, genannt der Alte vom Berge, Oberhaupt der Assassinen in den wilden Bergen Kurdistans.
- Heino Runkel von Rübenstein, der langjährige Begleiter der Digedags (Hauptartikel: Ritter Runkel).
- Herzog Eberhard der Beleibte von Schnorrershausen, Landesfürst, dem die Kuckucksberger, Möhrenfelder und Rübensteiner unterstehen; ernennt Ritter Runkel zum Graf von Rübenstein, die Digedags zu Rittern und schickt den Kuckucksberger nach einer Gefangenschaft ins Ausland in die Verbannung.
- Hokus und Pokus, Dag und Dig als verkleidete Hofastrologen beim Kaiser von Konstantinopel.
- Holofernes, Hund des Gärtners Narzissos in Konstantinopel.
- Horos Kopos, Hofastrologe beim Kaiser von Konstantinopel.
- Hottos Kapottos, Lenker beim Wagenrennen in Konstantinopel und Gegner von Digedag.
- Illusionos, Gaukler & Hypnotiseur auf dem Markt von Konstantinopel.
- Irene von Thessalonien, Künftige Braut des Kaisers von Konstantinopel.
- Isaak II., Kaiser von Konstantinopel zur Zeit des Besuches von Digedag.
- Janos Koloda, ein serbischer Ritter, Verlobter von Suleika.
- Justinian I., Kaiser und Verfasser der Rennordnung vom 31. Oktober 551.
- Kapitän Fiasko, unfähiger pisanischer Galeerenkapitän.
- Kapitän Kombyses, Kapitän des Schiffes "Herkules" der kaiserlichen Flotte und zum Hotel umfunktioniert.
- Kastor und Kleo, Geschwisterpaar & Fischer von Pordoselene, erhalten die Warnung der Digedags vor dem bevorstehenden Überfall.
- Klexos Graphos, Schreiber des Kastells Peripheria zur Völkerwanderungszeit beim Besuch Digedags um das Jahr 519.
- Knastos, Oberhofkerkermeister in Konstantinopel.
- Krachos Karambolages, Lenker beim Wagenrennen in Konstantinopel der "blauen" Partei.
- Kunibert von Rübenstein, Vater von Ritter Runkel, träumt ständig von ruhmreichen alten Zeiten und will, dass sein Sohn einen von ihm im Orient vergrabenen Goldschatz sucht.
- Kuno, braver Reitesel von Digedag bei seinem Besuch der Burg Neurübenstein in Kleinasien.
- Kurvos Rasantes, Lenker beim Wagenrennen in Konstantinopel der "grünen" Partei.
- Letscho von Brühistan, Prinz und Auserwählter Gemahl der Prinzessin Terrina von Makaronien.
- Lydia, Tochter des Bürgermeisters der Insel Pordoselene.
- Mogeleios, Oberhofschiedsrichter beim Wagenrennen in Konstantinopel.
- Musa ibn Abdalla, als Muezzin verkleideter Perlendieb.
- Mutawakkel, faules Lieblingskrokodil des byzantinischen Kaisers und ein Geschenk des Mamelukensultans. Runkel wird, nachdem er ein getürktes Wagenrennen gewonnen hat, zu dessen Aufpasser als Oberhofkrokodilwärter bestellt.
- Nafi ibn Asra, Aufseher des Scheichs von Ormuz.
- Narzissos, Gärtner der kaiserlichen Vorgärten am Hofe von Konstantinopel.
- Nearchos, Admiral Alexander des Großen und Flottenkommandant beim Rückzug vom Indien-Persien-Feldzug.
- Oberhofvorhangzieher, Zeremonienmeister beim Kaiser von Konstantinopel.
- Ökonomos, Bauer und Vetter des Fischers in Konstantinopel, wohin die als Kaiserbraut erkorene und von den Digedags entführte Suleika in Sicherheit gebracht wird.
- Peter Silius, Kanzler des virtuellen Hofes der Digedags als die Prinzen von Makkaronien.
- Pollux, Hund vom Hofastrologen beim Kaiser von Konstantinopel.
- Prinzen von Makkaronien, Verkleidung von Dig & Dag am Hofe des Kaisers von Konstantinopel.
- Runkelius Rübensteinius, Ritter Runkel als von den Digedags erfundener angeblicher Gehilfe des Arenus Rundus aus Makkaronien.
- Scharlatanius, Burgalchimist auf dem Rübenstein.
- Schnappzu, Knecht des Grafen Kuckucksberg.
- Sebak, Laut des Mamelukensultans angeblicher Krokodilgott der Pharaonen von dem Mutawakkel in gerader Linie abstammt.
- Sokrates, rachsüchtiger Papagei des pisanischen Galeerenkapitäns Fiasko und Runkels tierischer Intimfeind.
- Spaghetti von Nudelonien, Prinz und Gemahl der Prinzessin Terrina von Makkaronien.
- Stupides Militarios, Strategos, Festungskommendant des Kastells Peripheria zur Völkerwanderungszeit beim Besuch Digedags um das Jahr 519.
- Suleika, eine orientalische Prinzessin, die von den Teufelsbrüdern gefangen gehalten wird. Ritter Runkel und die Digedags befreien sie und begleiten sie in ihre Heimat.
- Supponius der 22. und 23., König und Königssohn des virtuellen Hofes der Digedags als die Prinzen von Makkaronien.
- Tebaldo, Abenteurer und zusammen mit Anselmo Glücksritter in Konstantinopel.
- Terrina, Prinzessin des virtuellen Hofes der Digedags als die Prinzen von Makkaronien.
- Teufelsbrüder, eine Piratenbande, die es auf ein Lösegeld für Suleika abgesehen haben. Namentlich bekannte Mitglieder der Bande sind der Anführer Bogumil, Achmed, Enterhaken-Ali, Krakenzahn und Tigerhai.
- Türkenschreck, das treue, aber bereits betagte Schlachtross von Ritter Runkel.
- Wrunkl, Laut Runkel dessen Stammvater, der Rübengeist der alten Cherusker.
- Zellos Karzeros, Kerkermeister des Kastells Peripheria zur Völkerwanderungszeit beim Besuch Digedags um das Jahr 519.

### Amerika-Serie
- Samuel Baxter, Kapitän des Luxusdampfers Louisiana und Konkurrent von Jonathan Joker, Neffe von Victoria Jefferson.
- Ben, Sklavenjunge, dem die Digedags zur Flucht verhelfen.
- Käpt’n Blubber, früherer Kapitän eines Walfängers, der jetzt seit vielen Jahren in San Francisco lebt. Mit seinem alten Schiff können die Digedags aus San Francisco fliehen, erreichen allerdings ihr Ziel nicht, da das Schiff auf ein Riff läuft.
- Dan Botcher, Erfinder, will mit seinen Luftfahrzeugen hoch hinaus.
- Bud Brandy, trinkender Taugenichts in New Orleans und Anschwärzer Ben´s.
- Captain Clever, Offizier des Geheimdienstes der Nordstaaten.
- Coffins, angeblicher Prediger, Anführer der Mississippi-Piraten und Hauptgegner der Digedags. Versucht erfolglos, den Digedags ihre Goldmine abzujagen und wird beim Versuch, diese zu sprengen, getötet.
- Flapdoodle, falscher Lord, will mit Waffenschmuggel seine Baumwollspinnerei retten.
- Abe Gunstick, alter Goldsucher, der sich durch ein gefälschtes Testament an seinem Widersacher Jefferson rächen will und die Digedags so in die Rocky Mountains lockt.
- Jack und Doc Tombstone, die beiden Kumpane von Coffins, sie werden des Öfteren von Coffins verraten, Coffins jedoch zieht sie immer wieder durch Tricks auf seine Seite.
- Victoria Jefferson, geb. Miller, eine reiche Witwe aus New Orleans, Gegenspielerin der Digedags in der Amerika-Serie. Tante von Samuel Baxter.
- Jeremias Joker, Plantagenbesitzer, der von den Digedags zunächst für einen Piraten gehalten wird. Wie sich später herausstellt, hilft er geflohenen Sklaven dabei, in die Freiheit zu gelangen. Dies geschieht durch den sogenannten Sklavenexpress, der auch von den Digedags tatkräftig unterstützt wird.
- Jenny Joker, Tochter von Jeremias Joker. Sie liebt Bob, den Sohn des Plantagesbesitzers Morris, der mit ihrem Vater nicht immer derselben Meinung ist.
- Jonathan Joker, Bruder von Jeremias Joker und Kapitän des heruntergekommenen Schaufelraddampfers Mississippi Queen.
- Joshua Jefferson, raubte einst Abe Gunsticks Gold, wurde Reeder in New Orleans und heiratete die einstige Opernsängerin Victoria Miller, in der Handlung verwitwete Victoria Jefferson.
- Käpt’n Kidd, Papagei von Mrs. Jefferson.
- General Knocker, ehemaliger General und Südstaatenpatriot, ist hinter dem Goldgeheimnis der Digedags her.
- Lobby, Regierungsvertreter aus Washington, versucht den Digedags das Geheimnis des Goldes zu entreißen, um es den Südstaaten zuzuführen.
- Bob Morris, Verlobter von Jenny Joker, obwohl Südstaatler, hält er zum Norden.
- Pedro, stärkster Mann der Welt, der von Dig mittels Hypnose bezwungen wird. Nach Wiederherstellung seiner Kräfte wird er Freund der Digedags.
- Major Pinkerton, zunächst Kommandant eines Forts in der Prärie, später wegen Unfähigkeit in einen kleinen Stützpunkt in den Rocky Mountains strafversetzt. Anfangs macht er gemeinsame Sache mit Mrs. Jefferson (nachdem er von Colonel Springfield unter Druck gesetzt wurde), später schließt er sich jedoch den Digedags an, nachdem ihn die Army endgültig vom Dienst suspendiert hat.
- William Potter, Besitzer und Herausgeber des New Orleans Magazine, Chef der Digedags.
- Rote Wolke, hilfsbereiter Häuptling und Freund der Digedags.
- Roy Ross, berüchtigter Pferdedieb in Turtleville, sitzt ein und spielt mit dem Sheriff Poker.
- Käpt’n Smoky, Besitzer einer Barkasse auf dem Missouri River. Er schließt sich später den Digedags an.
- Leutnant Sniffler, Offizier des Geheimdienstes der Nordstaaten.
- Colonel Horatio Springfield, ein Offizier mit guten Beziehungen nach Washington, D.C., bester Freund von Mrs. Jefferson und Konkurrent von Major Pinkerton, sie gingen zusammen auf die Kriegsschule und können sich nicht darauf einigen, wer der bessere Befehlshaber ist.
- Isabella di Tornado, Tochter des Don Manuel di Tornados, heiratet Pedro, den stärksten Mann der Welt.
- Don Manuel de Tornados, schrulliger Gouverneur einer spanischen Antilleninsel, der mit seinen dafür wenig geeigneten, friedliebenden Untertanen die Flibustier wiederbeleben und die Karibik unsicher machen will.

### Orient-Serie
- Achmed, Ibrahim und Omar, Gardisten des Sultans in Istanbul.
- Ambroise Freluquet, französischer Ballonfahrer.
- Fatima, entführte Tochter eines Beduinenfürsten, wird von den Digedags befreit.
- Habakuk, Kamel der Digedags, kann tanzen.
- Mahmud II., Sultan des Osmanischen Reiches, wird von allen Seiten bestohlen und versucht verzweifelt, an immer neues Geld zu kommen.
- Mustafa al Mansur, Schatzmeister des Sultans, besitzt die Sklavin Fatima und versucht, ihre Befreiung zu verhindern.
- Sadi, Töpfer und Freund der Digedags in Istanbul, verhilft Fatima zur Flucht.
- Zurga, Sklavenhändler und Freund des Schatzmeisters, für die Entführung von Fatima verantwortlich.

## Filme, Serien und Videos
Aufgrund der Vorlagen wurden Filme und Videos hergestellt:
- Dig, Dag und Ritter Runkel (Ostfilm, 1994), 6-minütiger Kurzfilm von Peter Wohlfeil und Toni Loeser, als Teaser zu einem geplanten, aber nicht realisierten Kinofilm. Der Stil ist leicht verändert vom Original. Ritter Runkel wird von Michael Gwisdek gesprochen.
- Die Digedags in grauer Vorzeit (Junge Welt, 1999), Kurzfilm vom Buchverlag Junge Welt hergestellte Kauf-VHS, gestaltet von Hannes Hegen. Eine Stop-Motion Animation der Digedags dient als Rahmen für eine Bilderfolge, die direkt aus den gleichnamigen Comics entnommen wurde.
- Runkel und die Digedags: Die Rübensteins[7] (Digedags Entertainment GmbH[8], seit 2024), Webserie auf Youtube[9], ist eine Produktion von David Wachsmuth, unter der künstlerischen Leitung von Karsten Prühl. Die neue Gestaltung der Figuren hat Torsten Schrank übernommen, der unter anderem auch die Figuren der Netflix-Produktion "Klaus" entworfen hat. Die Stimmen der Figuren werden von Alexander Merbeth (Ritter Runkel, Dig), Runa Schäfer (Adelaide, Dag, Dina) und Karsten Prühl (Graf Kuck) eingesprochen. Die neue Webserie versteht sich als Spin-Off, die nach der Ritter-Runkel-Reihe von Hannes Hegen angelegt ist. Sie ist als Sitcom inszeniert und erzählt in kurzen Sketchen und kleinen Geschichten vom Alltag auf Burg Rübenstein. Die Produktion versteht sich als Brücke zu einem geplanten Kinofilm, mit der zunächst neues Publikum gewonnen werden soll.

## Lexikon
Zudem verfasste Pfeiffer das Digedag-Universum, ein großformatiges, reich bebildertes Lexikon aus dem Buchverlag Junge Welt, rund um das Mosaik von Hannes Hegen und die Digedags. Das Lexikon ist in mehrere Themenbereiche aufgebaut, unter denen die Stichworte alphabetisch geordnet sind: Erfindungen, Fahrzeuge, Fluggeräte, Handlungsorte, Maschinen, Mineralien, Personen, Schiffe, Speisen, Strafregister und Tiere. In einigen Fällen bietet das Lexikon Informationen, die über das hinausgehen, was man auch schon in den Heften selbst finden kann.

## Mosaik im Ausland
Neben den Ausgaben für die DDR und den auf besserem Papier für den westdeutschen und österreichischen Markt gedruckten Heften wurde das Mosaik auch zeitweise in anderen Ländern vertrieben:
- Albanien: Mozaik
- Belgien und Niederlande: Dig en Dag op Stap
- Finnland: Mosaiikki
- Jugoslawien: Mozaik
- Ungarn: Mozaik
- vermutlich Vereinigte Staaten: Mosaic

## Die Digedags auf der Theater-Bühne
Der Regisseur für Musiktheater Martin Verges aus Berlin hat als einziger Bühnenautor von Hannes Hegen, dem „Vater“ des Mosaik, die Erlaubnis erhalten, die Digedags auf Theaterbühnen zu bringen. Das erste Stück „Ritter Runkel und die Digedags“ (ein Spektakel mit Musik nach dem Mosaik von Hannes Hegen, Musik: Walter Thomas Heyn) hatte 2000 in Berlin Premiere. Es wurde auch in Rheinsberg (2001), in Borna (2002), im Harzer Bergtheater Thale (2003) und auf der Freilichtbühne Weissensee (2005) aufgeführt.
Martin Verges’ zweite Mosaik-Inszenierung „Ritter Runkels große Stunde“ (ein Musical nach dem Mosaik von Hannes Hegen, Musik: Karsten Wolf) kam ab 2003 in Bautzen sehr erfolgreich auf die Bühne mit fast 37.000 Zuschauern. Diese Aufführung hat der Tessloff Verlag 2006 auf einer DVD für die Nachwelt dokumentiert (ohne ISBN o. ä. – die DVD trägt am Ringloch auf der Silberseite den Eintrag „DOCdata Germany TESS 080806 L5“).
Das Stück wurde auch in Senftenberg, Schwedt, Annaberg-Buchholz und Plauen/Zwickau gezeigt.
Für die Aufführungen in Schwedt/Oder 2004 und 2005 gab es eine musikalisch andere Bühnenfassung (Musik: Arnold Fritzsch).

## Mosaik-Nachlass zu den Digedags
Der Mosaik-Schöpfer Johannes Hegenbarth (alias Hannes Hegen) entschloss sich nach dem Tod seiner Ehefrau Edith Hegenbarth geb. Szafranski (* 19. Januar 1924; † 7. Mai 2008), dass das künstlerische Werk seiner Frau und sein eigenes in der Obhut eines Museums dauerhaft vereint bleiben sollen. Nach erfolgloser Suche in Berlin wurde er auf das Zeitgeschichtliche Forum in Leipzig aufmerksam. Dessen damaligen Mitarbeitern Bernd Lindner und Rainer Eckert – beide aufgewachsen mit dem Mosaik – gelang es, nachhaltig das Vertrauen des zurückhaltenden Künstlers zu gewinnen. So unterzeichnete Hegenbarth am 14. Juli 2009 in seinem Haus die Schenkungsurkunde des Œuvre des Ehepaares Edith und Johannes Hegenbarth an die Stiftung Haus der Geschichte der Bundesrepublik Deutschland (zu der auch das Museum in Leipzig gehört).

## Ehrung
Im September 2021 wurde eine bislang namenlose Fläche in der Nähe des alten Wohn- und Atelierhauses von Hannes Hegen an der Gabelung von Waldowallee und Köpenicker Allee im Berliner Ortsteil Karlshorst in Digedagsplatz benannt.

## Nachweise
1. ↑  Bernd Lindner: Die drei Leben des Zeichners Johannes Hegenbarth. Tessloff Verlag, Nürnberg 2017, ISBN 978-3-7302-2021-4, S. 235 u. 242.
2. ↑  Stadtbibliothek Marzahn-Hellersdorf: 05.05.2025 - 26.06.2025 Comics in der DDR: Zum 100. Geburtstag von Hannes Hegen. In: berlin.de. Abgerufen am 1. Mai 2025.
3. ↑  Liste aller Digedags-Sammelbände
4. ↑  Lars von Törne: Neue Dauerausstellung zu „Digedags“ in Leipzig. In: Der Tagesspiegel. 9. Dezember 2017, abgerufen am 30. Januar 2022.
5. ↑  Ralf Julke: Weil der Platz fehlt: „Mosaik-“Ausstellung im Zeitgeschichtlichen Forum ist vorerst Geschichte. In: l-iz.de. LZ Medien GmbH, 3. November 2021, abgerufen am 30. Januar 2022.
6. ↑  erschienen am 16. Mai 2025, siehe Karolin Dörner: Nach 62 Jahren: Verloren geglaubtes Digedags-Heft wird veröffentlicht. In: dpa, MDR KULTUR. 22. April 2025.
7. ↑  Runkel und die Digedags | Die Ruebensteins. Abgerufen am 9. Februar 2025.
8. ↑  Digedags Entertainment GmbH. Abgerufen am 9. Februar 2025 (deutsch).
9. ↑  Runkel und die Digedags. Abgerufen am 9. Februar 2025 (deutsch).
10. ↑  Hegenbarths Vertrauen zur Bernd Lindner war so nachhaltig, dass er Lindner autorisierte, Autor seiner Biographie zu werden: Die drei Leben des Zeichners JoHANNES HEGENbarth. Mitarbeit Irene Kahlau und Rainer Kruppa, Nürnberg 2015, ISBN 978-3-7302-2015-3 sowie durchgesehene und erweiterte Taschenbuch-Ausgabe 2017, ISBN 978-3-7302-2021-4
11. ↑  Bernd Lindner: Eine Schenkung und vier Ausstellungen 2009–2014/15 (S. 283 ff); Irene Kahlau: Ein sehr persönliches Nachwort (S. 293 ff) in: Die drei Leben des Zeichners JoHANNES HEGENbarth. Nürnberg 2017, durchgesehene und erweiterte Taschenbuch-Ausgabe, ISBN 978-3-7302-2021-4
12. ↑  Digedagsplatz in Berlin-Karlshorst eingeweiht